# Генералісимус КНДР
Генералісимус КНДР — найвище військове звання у збройних силах КНДР. Стоїть вище за маршала КНДР. Звання було введено в 1992 році на честь вісімдесятиріччя Кім Ір Сена і в тому ж році йому присвоєно, а у 2012 році в рік сімдесятиріччя посмертно присвоєно Кім Чен Іру. Звання присвоїли 25 квітня 2022 року Кім Чен Ину, коли всі побачили його у парадному мундирі.

## Список
- Кім Ір Сен (14 квітня 1992 року)
- Кім Чен Ір (14 лютого 2012 року) (посмертно)
- Кім Чен Ин (25 квітня 2022 року)